# Birkebeinerrennet

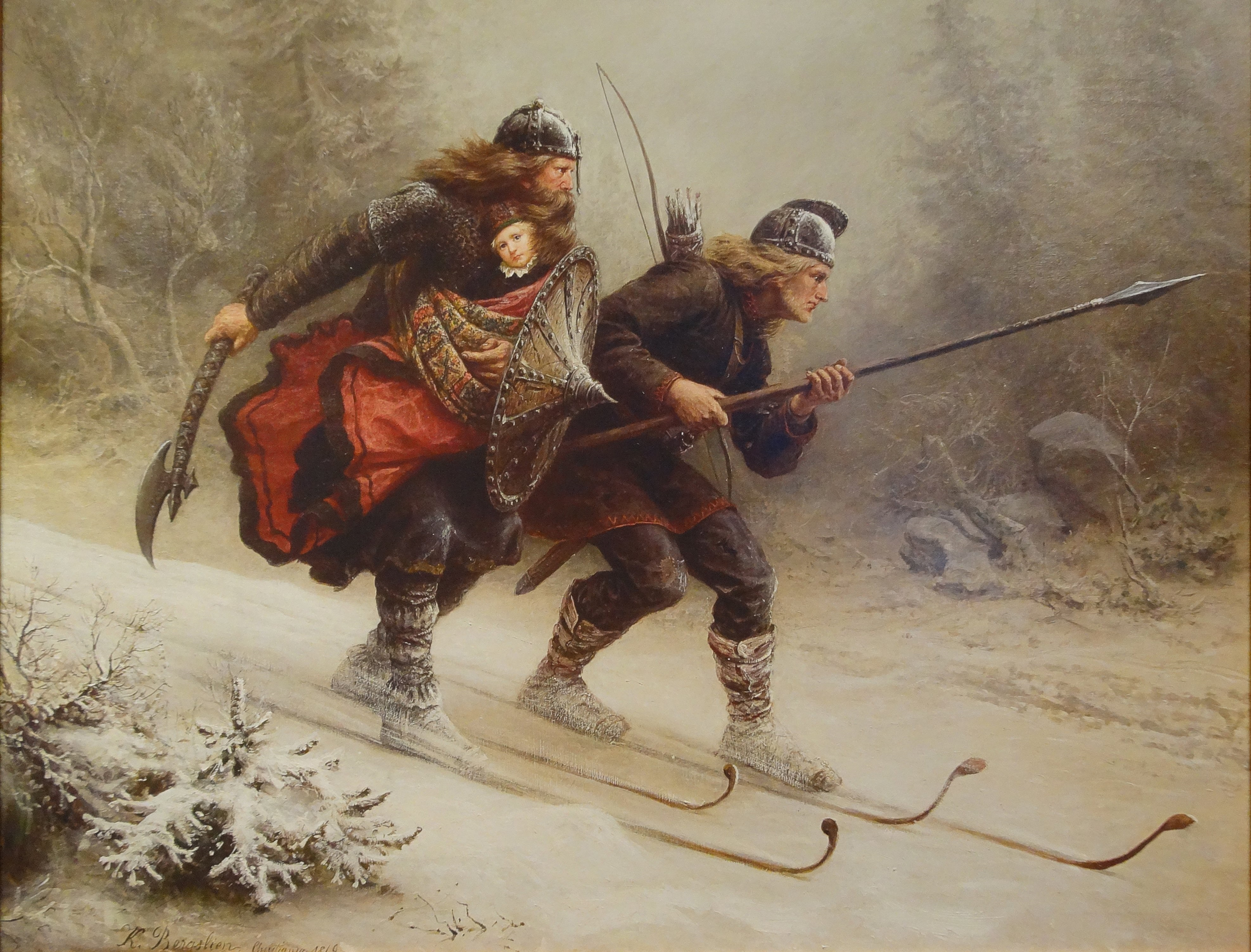
Obraz "The Birkebeiners" od Knuda Bergsliena z roku 1869 zobrazuje birkebeinery Torsteina Skevla a Skjervalda Skrukka, kteří v roce 1206 zachránili malého syna krále Håkona Håkonssona.

Birkebeinerrennet je v Norsku závod v běhu na lyžích klasickou technikou. Startuje se ve městě Rena a cíl se nachází v Lillehammeru. Je součástí série lyžařských maratonů světové federace Worldloppet. Závod na 54 km klasickou technikou překonává dvě hory (několik stovek metrů převýšení) a vede úchvatnými scenériemi. Trať musí být běžena klasickým stylem; bruslení není povoleno. Všichni účastníci musí nést batoh o hmotnosti alespoň 3,5 kg, který musí obsahovat také ochranné oblečení. Hmotnost batohu alespoň 3,5 kilogramu musí být dodržena po celou dobu závodu. Před startem jsou k dispozici váhy pro samokontrolu, v cíli se provádějí namátkové kontroly. Účastníci musí být starší než 16 let. Soutěž je součástí poháru maratonských běžeckých závodů od roku 2000 a od roku 2011 je také součástí závodní série Ski Classics. Závod je v Norsku velmi populární a startovní místa bývají vyprodána během několika minut.
Traťový rekord mužů drží Petter Eliassen s časem 2:19:28,3 (2015) a traťový rekord žen drží Therese Johaug s časem 2:41:46,6 (2015).

## Historie
Podle tradice převezli po trase z Reny do Lillehammeru  birkebeineři Torstein Skevla a Skjervald Skrukka v roce 1204 do bezpečí královského syna Håkona Håkonssona a tím jej zachránili před nepřáteli. Předepsaných 3,5 kilogramu v batohu symbolizuje váhu tohoto přibližně rok a půl starého prince.
První organizovaný závod se konal v roce 1932. Zvítězil v něm Trygve Beisvåg časem 4:51:04. Od té doby se birkebeinerrennet pořádá každoročně, s výjimkou let 1941–1945 během německé okupace Norska za druhé světové války a s výjimkou roku 1948, kdy se soutěž nekonala kvůli organizačnímu konfliktu, protože se organizátoři neshodli na tom, zda by se mělo jednat o elitní nebo o masovou akci.
Od roku 1976 se závodu účastní také ženy. V prvním závodu zvítězila Berit Mørdre Lammedal časem 3:54:44.
Když byla v roce 1978 zakládána lyžařská federace Worldloppet, byl birkebeinerrennet jedním z devíti zakládajících členů.
V roce 2007 musel být závod poprvé v jeho 70leté historii zrušen. V nejvyšším bodě trati byla tak silná bouře, že bezpečnost účastníků nemohla být zaručena. V roce 2014 byl závod kvůli silnému větru původně o hodinu odložen a poté také zrušen. Na Raufjelletu byl naměřen vítr 20 m/s a předpovídala se rychlost až 25 m/s, takže se organizátoři závodu rozhodli závod raději zrušit. V letech 2020 a 2021 byl závod zrušen kvůli  covidu-19.
V roce 2008 závod zaznamenal rekordní rychlostní výsledky. Čech Stanislav Řezáč vyhrál mužskou elitní třídu v novém rekordním čase – 2:24:33 – před Andersem Auklandem. Hilde Gjermundshaug Pedersen vyhrála ženskou elitní třídu v čase 2:52:04, a to i přes to, že závod začala s kluzkými lyžemi a musela cestou domazávat. Předchozí rekord 3:03:21 zajela Anita Moen v roce 1998.

## Popis trasy

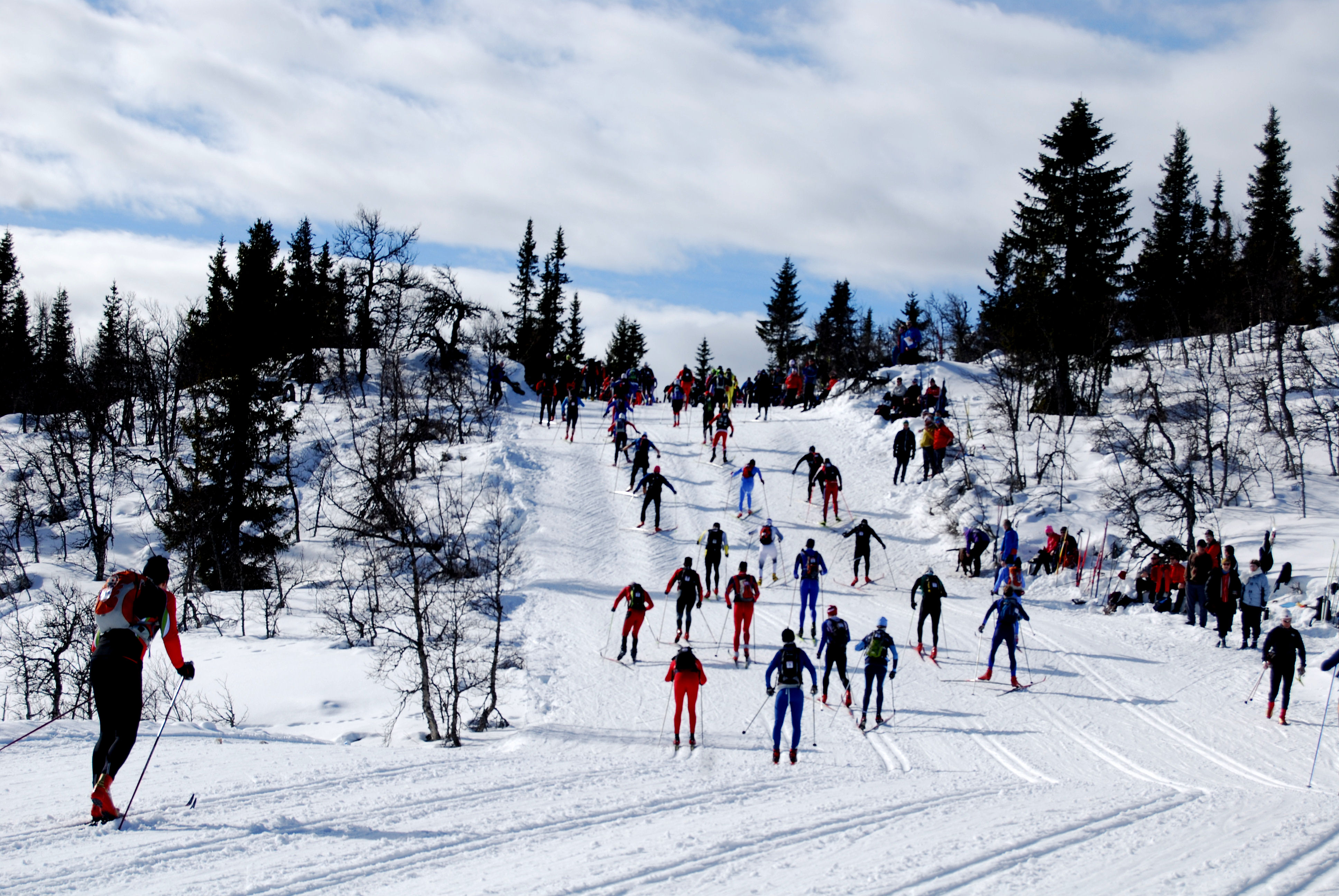
Birkebeinerrennet 2010. Fotka byla pořízena 20. března 2010 v Midtfjellet asi 30 km od startu, před možná nejtěžším stoupáním.

Start se koná v Tingstadjordet, přibližně 3 km od centra Reny v nadmořské výšce 280 m. Po 9 kilometrech je  Skramstadsætra (820 m n. m.), poté následuje mírný sjezd do Dambua (760 m n. m.). Po 20 kilometrech následuje Raufjellet (880 m n. m.) a po 34 kilometrech se  dosáhne nejvyššího bodu Midtfjellet (910 m n. m.). Stezka vede dále přes Sjusjøen (41 km, 880 m n. m.) a dolů do cíle v Lillehammeru (54 km, 490 m n. m.).
Z celkových 54 kilometrů vede trasa 20 kilometrů hornatým terénem s otevřenými planinami, nad hranicí stromů. Trasa je silně vystavena větru a počasí, proto musí mít každý účastník v batohu povinné oblečení odolné větru.

## Tabulka vítězů
| Jahr       | Sieger                                                        | Zeit (h)                                                      | Siegerin                                        | Zeit (h)                                        |
| ---------- | ------------------------------------------------------------- | ------------------------------------------------------------- | ----------------------------------------------- | ----------------------------------------------- |
| 2025       | Andreas Nygaard (5.) Norsko                                   | 2:20:15                                                       | Stina Nilsson, Švédsko                          | 2:44:48                                         |
| 2024       | Andreas Nygaard (4.) Norsko                                   | 2:23:55                                                       | Magni Smedås, Norsko                            | 2:47:09                                         |
| 2023       | Andreas Nygaard (3.) Norsko                                   | 2:24:58                                                       | Astrid Øyre Slind (2.) Norsko                   | 2:50:44                                         |
| 2022       | Andreas Nygaard (2.) Norsko                                   | 2:30:02                                                       | Astrid Øyre Slind, Norsko                       | 2:47:23                                         |
| 2021       | Kvůli pandemii COVID-19 zrušeno                               | Kvůli pandemii COVID-19 zrušeno                               | Kvůli pandemii COVID-19 zrušeno                 | Kvůli pandemii COVID-19 zrušeno                 |
| 2020       | Kvůli pandemii COVID-19 zrušeno                               | Kvůli pandemii COVID-19 zrušeno                               | Kvůli pandemii COVID-19 zrušeno                 | Kvůli pandemii COVID-19 zrušeno                 |
| 2019       | Petter Eliassen (2.) Norsko                                   | 2:23:47                                                       | Justyna Kowalczyk (3.) Polsko                   | 2:51:31                                         |
| 2018       | Andreas Nygaard, Norsko                                       | 2:33:13                                                       | Justyna Kowalczyk (2.) Polsko                   | 3:06:10                                         |
| 2017       | Martin Johnsrud Sundby Norsko                                 | 2:20:52                                                       | Justyna Kowalczyk, Polsko                       | 2:46:42                                         |
| 2016       | John Kristian Dahl, Norsko                                    | 2:27:34                                                       | Seraina Boner (4.) Švýcarsko                    | 2:55:04                                         |
| 2015       | Petter Eliassen, Norsko                                       | 2:19:28                                                       | Therese Johaug, Norsko                          | 2:41:46                                         |
| 2014       | zrušeno 15 minut před startem kvůli těžké bouři               | zrušeno 15 minut před startem kvůli těžké bouři               | zrušeno 15 minut před startem kvůli těžké bouři | zrušeno 15 minut před startem kvůli těžké bouři |
| 2013       | Anders Aukland (4.) Norsko                                    | 2:42:38                                                       | Seraina Boner (3.) Švýcarsko                    | 3:09:12                                         |
| 2012       | Anders Aukland (3.) Norsko                                    | 2:21:34                                                       | Seraina Boner (2.) Švýcarsko                    | 2:47:02                                         |
| 2011       | Stanislav Řezáč (4.) Česko                                    | 2:39:54                                                       | Seraina Boner, Švýcarsko                        | 3:11:17                                         |
| 2010       | Anders Aukland (2.) Norsko                                    | 2:27:19                                                       | Jenny Hansson, Švédsko                          | 2:57:33                                         |
| 2009       | Jerry Ahrlin, Švédsko                                         | 2:36:58                                                       | Hilde Gjermundshaug Pedersen (3.) Norsko        | 3:05:00                                         |
| 2008       | Stanislav Řezáč (3.) Česko                                    | 2:24:33                                                       | Hilde Gjermundshaug Pedersen (2.) Norsko        | 2:52:04                                         |
| 2007       | závod zrušen kvůli silné bouři                                | závod zrušen kvůli silné bouři                                | závod zrušen kvůli silné bouři                  | závod zrušen kvůli silné bouři                  |
| 2006       | Anders Aukland, Norsko                                        | 2:52:13                                                       | Hilde Gjermundshaug Pedersen, Norsko            | 3:08:10                                         |
| 2005       | Stanislav Řezáč (2.) Česko                                    | 2:37:37                                                       | Cristina Paluselli, Itálie                      | 3:10:59                                         |
| 2004       | Gianantonio Zanetel, Itálie                                   | 2:48:55                                                       | Annmari Viljanmaa (2.) Finsko                   | 3:03:47                                         |
| 2003       | Odd-Bjørn Hjelmeset (3.) Norsko                               | 2:39:56                                                       | Annmari Viljanmaa, Finsko                       | 3:05:16                                         |
| 2002       | Stanislav Řezáč, Česko                                        | 2:39:08                                                       | Marthe Flugstad (2.) Norsko                     | 3:08:27                                         |
| 2001       | Erling Jevne (7.) Norsko                                      | 2:38:45                                                       | Anita Moen (4.) Norsko                          | 3:03:27                                         |
| 2000       | Erling Jevne (6.) Norsko                                      | 2:41:53                                                       | Anita Moen (3.) Norsko                          | 3:06:24                                         |
| 1999       | Erling Jevne (5.) Norsko                                      | 2:50:45                                                       | Anita Moen (2.) Norsko                          | 3:21:22                                         |
| 1998       | Erling Jevne (4.) Norsko                                      | 2:43:19                                                       | Anita Moen, Norsko                              | 3:03:21                                         |
| 1997       | Erling Jevne (3.) Norsko                                      | 2:33:05                                                       | Marthe Flugstad, Norsko                         | 3:10:46                                         |
| 1996       | Erling Jevne (2.) Norsko                                      | 2:39:12                                                       | Marit Mikkelsplass, Norsko                      | 3:05:12                                         |
| 1995       | Odd-Bjørn Hjelmeset (2.) Norsko                               | 2:57:18                                                       | Unni Ødegård, Norsko                            | 3:28:15                                         |
| 1994       | Erling Jevne, Norsko                                          | 2:36:10                                                       | Marit Elveos, Norsko                            | 3:21:12                                         |
| 1993       | Alexander Golubjow, Rusko                                     | 2:45:42                                                       | Astrid Kristin Ruud, Norsko                     | 3:24:25                                         |
| 1992       | Odd-Bjørn Hjelmeset, Norsko                                   | 3:15:34                                                       | Anne Jahren, Norsko                             | 3:52:00                                         |
| 1991       | Per Knut Aaland (3.) Norsko                                   | 3:05:07                                                       | Ragnhild Bratberg, Norsko                       | 3:38:54                                         |
| 1990       | Per Knut Aaland (2.) Norsko                                   | 3:03:44                                                       | Mona Fugli, Norsko                              | 3:51:50                                         |
| 1989       | John Kvale, Norsko                                            | 2:58:56                                                       | Marthe Flugstad, Norsko                         | 3:13:35                                         |
| 1988       | Jo Helgestad, Norsko                                          | 3:08:08                                                       | Elisabeth Tharaldsen, Norsko                    | 3:50:13                                         |
| 1987       | Pierre Harvey, Kanada                                         | 3:08:30                                                       | Astrid Dæhlie, Norsko                           | 3:47:32                                         |
| 1986       | Örjan Blomquist, Švédsko                                      | 3:08:30                                                       | Ellen Grepperud, Norsko                         | 3:52:45                                         |
| 1985       | Ola Hassis, Švédsko                                           | 2:53:11                                                       | Gry Oftedal (2.) Norsko                         | 3:25:45                                         |
| 1984       | Magnar Rismyhr, Norsko                                        | 2:59:28                                                       | Gry Oftedal, Norsko                             | 3:27:00                                         |
| 1983       | Per Knut Aaland, Norsko                                       | 2:51:25                                                       | Hilde Riis, Norsko                              | 3:26:47                                         |
| 1982       | Dag Atle Bjørkheim (2.) Norsko                                | 3:02:43                                                       | Birgit Øverby Tennøe (2.) Norsko                | 3:40:55                                         |
| 1981       | Sven-Åke Lundbäck, Švédsko                                    | 3:16:25                                                       | Vigdis Rønning, Norsko                          | 3:43:19                                         |
| 1980       | Dag Atle Bjørkheim, Norsko                                    | 3:16:05                                                       | Anna Bjørgan (2.) Norsko                        | 3:47:15                                         |
| 1979       | Anders Bakken (2.) Norsko                                     | 3:14:35                                                       | Anna Bjørgan, Norsko                            | 4:07:48                                         |
| 1978       | Anders Bakken, Norsko                                         | 3:14:04                                                       | Birgit Øverby Tennøe, Norsko                    | 3:49:01                                         |
| 1977       | Audun Kolstad (2.) Norsko                                     | 3:05:39                                                       | Valborg Østberg, Norsko                         | 3:31:04                                         |
| 1976       | Audun Kolstad, Norsko                                         | 3:12:10                                                       | Berit Mørdre Lammedal, Norsko                   | 3:54:44                                         |
| 1975       | Ivar Formo, Norsko                                            | 3:25:35                                                       |                                                 |                                                 |
| 1974       | Dag Anmarkrud, Norsko                                         | 3:22:42                                                       |                                                 |                                                 |
| 1973       | Per Knotten, Norsko                                           | 3:06:07                                                       |                                                 |                                                 |
| 1972       | Erik Solberg Johansen (2.) Norsko                             | 3:24:19                                                       |                                                 |                                                 |
| 1971       | Bjørn Arvnes, Norsko                                          | 3:40:30                                                       |                                                 |                                                 |
| 1970       | Arne Vehus, Norsko                                            | 3:21:40                                                       |                                                 |                                                 |
| 1969       | Niri Helleberg, Norsko                                        | 3:20:51                                                       |                                                 |                                                 |
| 1968       | Erik Solberg Johansen, Norsko                                 | 4:16:50                                                       |                                                 |                                                 |
| 1967       | Ivar Skogsrud, Norsko                                         | 4:00:39                                                       |                                                 |                                                 |
| 1966       | Egil Tvedt (2.) Norsko                                        | 3:36:34                                                       |                                                 |                                                 |
| 1965       | Oddmund Jensen (5.) Norsko                                    | 3:41:48                                                       |                                                 |                                                 |
| 1964       | Egil Tvedt, Norsko                                            | 3:23:31                                                       |                                                 |                                                 |
| 1963       | Magnar Ingebrigtsli, Norsko                                   | 4:04:59                                                       |                                                 |                                                 |
| 1962       | Oddmund Jensen (4.) Norsko                                    | 3:43:15                                                       |                                                 |                                                 |
| 1961       | Ole Ellefsæter, Norsko                                        | 3:44:02                                                       |                                                 |                                                 |
| 1960       | Martin Stokken, Norsko                                        | 3:34:19                                                       |                                                 |                                                 |
| 1959       | Einar Skaaren (2.) Norsko                                     | 4:01:33                                                       |                                                 |                                                 |
| 1958       | Oddmund Jensen (3.) Norsko                                    | 3:39:34                                                       |                                                 |                                                 |
| 1957       | Oddmund Jensen (2.) Norsko                                    | 3:48:46                                                       |                                                 |                                                 |
| 1956       | Einar Skaaren, Norsko                                         | 4:03:33                                                       |                                                 |                                                 |
| 1955       | Oddmund Jensen, Norsko                                        | 3:57:31                                                       |                                                 |                                                 |
| 1954       | Johan Østvang Norsko                                          | 4:30:18                                                       |                                                 |                                                 |
| 1953       | Johs. Woxen, Norsko                                           | 4:20:25                                                       |                                                 |                                                 |
| 1952       | Odd Nyborg, Norsko                                            | 4:17:50                                                       |                                                 |                                                 |
| 1951       | Thorfinn Staff Eid, Norsko                                    | 4:12:01                                                       |                                                 |                                                 |
| 1950       | Gunnar Hermansen (2.) Norsko                                  | 4:28:15                                                       |                                                 |                                                 |
| 1949       | Olav Kveberg, Norsko                                          | 4:13:55                                                       |                                                 |                                                 |
| 1948       | Soutěž se nekonala kvůli organizačnímu konfliktu              | Soutěž se nekonala kvůli organizačnímu konfliktu              |                                                 |                                                 |
| 1947       | Gunnar Hermansen, Norsko                                      | 4:38:24                                                       |                                                 |                                                 |
| 1946       | Leif Haugen, Norsko                                           | 3:54:59                                                       |                                                 |                                                 |
| 1941– 1945 | Za německé okupace během druhé světové války se závod nekonal | Za německé okupace během druhé světové války se závod nekonal |                                                 |                                                 |
| 1940       | Gunnar Hansveen (2.) Norsko                                   | 4:30:09                                                       |                                                 |                                                 |
| 1939       | Hallvard Eggset, Norsko                                       | 4:09:05                                                       |                                                 |                                                 |
| 1938       | Olaf Hoffsbakken (2.) Norsko                                  | 3:56:34                                                       |                                                 |                                                 |
| 1937       | Gunnar Hansveen, Norsko                                       | 4:44:45                                                       |                                                 |                                                 |
| 1936       | Oscar Gjøslien, Norsko                                        | 5:16:05                                                       |                                                 |                                                 |
| 1935       | Olaf Hoffsbakken, Norsko                                      | 4:10:35                                                       |                                                 |                                                 |
| 1934       | Arne Rustadstuen (2.) Norsko                                  | 5:41:25                                                       |                                                 |                                                 |
| 1933       | Arne Rustadstuen, Norsko                                      | 4:24:12                                                       |                                                 |                                                 |
| 1932       | Trygve Beisvåg, Norsko                                        | 4:51:04                                                       |                                                 |                                                 |

Tučný tisk označuje nejlepší čas.

## Další akce
Kromě lyžařského závodu birkebeinerrennet se v srpnu na podobné trati koná závod horských kol na 91 km birkebeinerrittet a v září terénní běžecký závod na 22 km birkebeinerløpet.